# إدوارد مايكل جروسو
إدوارد مايكل جروسو (بالرومانية: Eduard-Michael Grosu) (و. 1992  م) هو راكب دراجة هوائية روماني.

## سجل الفوز

### سباقات أو مراحل فاز بها
| التاريخ        | السباق                                             | المركز                      |
| -------------- | -------------------------------------------------- | --------------------------- |
| 01 يناير 2014  | 2014 Carpathian Couriers Race                      |                             |
| 31 مايو 2014   | طواف أستونيا 2014                                  |                             |
| 17 سبتمبر 2015 | كوبا بيرنوشي 2015                                  | التاسع في التصنيف العام     |
| 02 أكتوبر 2015 | غران بيمونتي 2015                                  | الرابع في التصنيف العام     |
| 16 مارس 2016   | سباق نوكير كويرز 2016                              | التاسع في التصنيف العام     |
| 24 يونيو 2016  | سباق الطريق ضد الساعة للرجال في بطولة رومانيا 2016 |                             |
| 25 سبتمبر 2016 | 2016 Gran Premio Bruno Beghelli                    | المرتبة 13 في التصنيف العام |
| 05 فبراير 2017 | غران بريميو ديلا كوستا إتروششي 2017                | التاسع في التصنيف العام     |
| 23 أبريل 2017  | طواف كرواتيا 2017                                  | السادس في تصنيف النقاط      |
| 09 يوليو 2017  | طواف سيبيو للدراجات 2017                           | الثاني في تصنيف النقاط      |
| 29 يوليو 2017  | طواف بحيرة تشينغهاي 2017                           | الثالث في تصنيف النقاط      |
| 22 أبريل 2018  | طواف كرواتيا 2018                                  | الأول في تصنيف النقاط       |
| 10 يونيو 2019  | طواف ليمبورغ 2019                                  | الأول في التصنيف العام      |
| 27 يوليو 2019  | طواف بحيرة تشينغهاي 2019                           | الأول في تصنيف النقاط       |
| 13 سبتمبر 2020 | طواف رومانيا 2020                                  |                             |
| 22 أغسطس 2021  | سباق الطريق للرجال في بطولة رومانيا 2021           |                             |
| 22 أبريل 2023  | بلغراد - بانيا لوكا 2023                           |                             |
| 23 يونيو 2023  | سباق الزمن على الطريق للرجال في بطولة رومانيا 2023 |                             |
| 22 يوليو 2023  | 2023 Visegrad 4 Bicycle Race - GP Polski           |                             |

## روابط خارجية
- إدوارد مايكل جروسو على موقع الاتحاد الدولي للدراجات (الإنجليزية)
- إدوارد مايكل جروسو على موقع أرشيف الدراجات (الإنجليزية)
- إدوارد مايكل جروسو على موقع إحصائيات الدراجات الإحترافية (الإنجليزية)
- إدوارد مايكل جروسو على موقع نسبة الدراجات (الإنجليزية)
- إدوارد مايكل جروسو على موقع CycleBase (الإنجليزية)
- إدوارد مايكل جروسو على موقع أوليمبيديا (الإنجليزية)
- إدوارد مايكل جروسو على موقع اللجنة الأولمبية الرومانية (الرومانية)